# Peč
Peč (en allemand : Petschen) est une commune du district de Jindřichův Hradec, dans la région de Bohême-du-Sud, en République tchèque. Sa population s'élevait à 475 habitants en 2020.

## Géographie
Peč se trouve à 4 km au sud-ouest du centre de Dačice, à 30 km à l'est-sud-est de Jindřichův Hradec, à 68 km à l'est-nord-est de České Budějovice et à 133 km au sud-est de Prague.
La commune est limitée par Dačice au nord et à l'est, par Cizkrajov au sud et par Český Rudolec à l'ouest.

## Histoire
La première mention écrite du village date de 1349.

## Source
- (cs) Cet article est partiellement ou en totalité issu de l’article de Wikipédia en tchèque intitulé « Peč » (voir la liste des auteurs).